# تاي كولينز
تاي كولينز (بالإنجليزية: Tai Collins)‏ هي كاتبة سيناريو وممثلة أمريكية، ولدت في 10 يوليو 1962.

## وصلات خارجية
- تاي كولينز على موقع IMDb (الإنجليزية)
- تاي كولينز على موقع قاعدة بيانات الفيلم (الإنجليزية)
- تاي كولينز على موقع كينوبويسك (الروسية)